# Bronshjon
Bronshjon (Callidium coriaceum) är en skalbagge i familjen långhorningar. Den lever som larv främst i döda granar och gamla granskogar är därför en viktig livsmiljö för arten.

## Kännetecken
Bronshjon blir 8–14 millimeter lång. Den hör till samma släkte, Callidium, som blåhjon och grönhjon och är liksom dessa en robust byggd och ganska platt långhorning. Arten har dock inte en lika bred kropp som blåhjon och grönhjon, utan är mer långsmal. Som skalbaggens namn antyder har den en bronsaktig färg, med en grönaktigt brun metallglans. Låren, som har en mer blåaktig glans än kroppen och täckvingarna, är påfallande förtjockade, liksom hos blåhjon och grönhjon. I övrigt är skalbaggens ben slanka. Tarserna är bruna. Antennerna är långa, dock inte längre än skalbaggens kropp. Det är hanen som har längst antenner, dessa når nästan till täckvingarnas spets, medan honan som hos många andra långhorningar har kortare antenner.

### Larv
Larven blir upp till 24 millimeter lång och är vit med blekgult huvud och gulbrun behåring. Den har tre par väl synliga ben. På bröstsegmenten finns små fläckar, vilka är blekgula liksom huvudet.

## Utbredning
Bronshjonets utbredning i Europa sträcker sig från Alperna och de östra delarna av mellersta och södra Europa till Baltikum och Ryssland. I Norden förekommer arten i Finland, större delen av Sverige (saknas i de sydvästra delarna) och omkring Oslofjorden i Norge, samt på ett par nordligare lokaler i Norge. I Asien förekommer arten genom Rysslands barrskogar till Sibirien, Mongoliet, norra Kina och Korea.
I Sverige har bronshjon lokalt gått tillbaka starkt då äldre granskogar avverkats och den har svårt att överleva i de skötta kulturskogar som ersatt dem. Arten är inte hotad enligt 2010 års rödlista men kan ses som en signalart för skyddsvärd äldre granskog.

## Levnadssätt
Bronshjonets larvutveckling tar åtminstone två år. Lämpliga yngelträd är gamla granar, gärna bevuxna med hänglavar, som stått döda ett par år och som vuxit långsamt och har tjock bark. Granar som inte är angripna av barkborrar föredras. Sällsynt kan även tall fungera som yngelträd. Larven gnager slingrande gångar under barken som också går in i splintveden. Gångarna är ganska breda, ofta över 10 millimeter. Förpuppningen sker 2–4 centimeter in i veden. De första fullbildade skalbaggarna visar sig i mitten av juni och arten kan sedan påträffas under hela juli. Skalbaggen är främst nattaktiv, men kan ibland även ses på dagen. Den sitter då ofta på bark. 

## Hot
För beståndet är inga hot kända. Hela populationen anses vara stabil. IUCN listar arten som livskraftig (LC).